# Сельские округа Ярославской области
Сельские округа Ярославской области — административно-территориальные единицы в составе районов Ярославской области, образованные в 2002 году.

## Описание
Согласно Закону об административно-территориальном устройстве, принятому в 2002 году, сельский округ — имеющая административный центр административно-территориальная единица, в фиксированных границах которой географически и экономически объединены один или несколько сельских населённых пунктов вместе с прилегающими к ним землями, необходимыми для их развития и обслуживания.
До 2002 года на территории сельских округов существовали сельсоветы, а также, в составе Угличского района волости (в 2001—2002 годах).

## Список

### Упразднённые
| № | Сельский округ | Район       | Комментарий                                     |
| - | -------------- | ----------- | ----------------------------------------------- |
| 1 | Калининский    | Пошехонский | 2003: объединён с Юдинским сельским округом     |
| 2 | Трушковский    | Пошехонский | 2003: объединён с Белосельским сельским округом |

### Существующие сельские округа
Общее число сельских округов: 227.
| №   | Сельский округ      | Район           | Соответствующее муниципальное образование | Комментарий                                                                     |
| --- | ------------------- | --------------- | ----------------------------------------- | ------------------------------------------------------------------------------- |
| 1   | Аббакумцевский      | Некрасовский    | СП Красный Профинтерн Некрасовского МР    |                                                                                 |
| 2   | Алексинский         | Переславский    | ГО Переславль-Залесский                   |                                                                                 |
| 3   | Андреевский         | Борисоглебский  | Инальцинское СП Борисоглебского МР        |                                                                                 |
| 4   | Андриановский       | Переславский    | ГО Переславль-Залесский                   |                                                                                 |
| 5   | Арефинский          | Рыбинский       | Арефинское СП Рыбинского МР               |                                                                                 |
| 6   | Артемьевский        | Тутаевский      | Артемьевское СП Тутаевского МР            |                                                                                 |
| 7   | Архангельский       | Мышкинский      | Приволжское СП Мышкинского МР             |                                                                                 |
| 8   | Бабаевский          | Даниловский     | Дмитриевское СП Даниловского МР           |                                                                                 |
| 9   | Бекреневский        | Ярославский     | Ивняковское СП Ярославского МР            |                                                                                 |
| 10  | Белосельский        | Пошехонский     | Белосельское СП Пошехонского МР           |                                                                                 |
| 11  | Берендеевский       | Переславский    | ГО Переславль-Залесский                   |                                                                                 |
| 12  | Благовещенский      | Большесельский  | Благовещенское СП Большесельского МР      |                                                                                 |
| 13  | Богородский         | Мышкинский      | Приволжское СП Мышкинского МР             |                                                                                 |
| 14  | Большесельский      | Большесельский  | Большесельское СП Большесельского МР      |                                                                                 |
| 15  | Борисоглебский      | Тутаевский      | Левобережное СП Тутаевского МР            |                                                                                 |
| 16  | Боровской           | Некрасовский    | СП Красный Профинтерн Некрасовского МР    |                                                                                 |
| 17  | Брейтовский         | Брейтовский     | Брейтовское СП Брейтовского МР            |                                                                                 |
| 18  | Бурмакинский        | Некрасовский    | СП Бурмакино Некрасовского МР             |                                                                                 |
| 19  | Вареговский         | Большесельский  | Вареговское СП Большесельского МР         |                                                                                 |
| 20  | Василёвский         | Угличский       | Ильинское СП Угличского МР                |                                                                                 |
| 21  | Васильевский        | Пошехонский     | Пригородное СП Пошехонского МР            |                                                                                 |
| 22  | Вахтинский          | Даниловский     | Даниловское СП Даниловского МР            |                                                                                 |
| 23  | Великосельский      | Гаврилов-Ямский | Великосельское СП Гаврилов-Ямского МР     |                                                                                 |
| 24  | Великосельский      | Тутаевский      | Левобережное СП Тутаевского МР            |                                                                                 |
| 25  | Веретейский         | Некоузский      | Веретейское СП Некоузского МР             |                                                                                 |
| 26  | Веськовский         | Переславский    | ГО Переславль-Залесский                   |                                                                                 |
| 27  | Владыченский        | Пошехонский     | Пригородное СП Пошехонского МР            |                                                                                 |
| 28  | Воздвиженский       | Угличский       | Головинское СП Угличского МР              |                                                                                 |
| 29  | Волжский            | Некоузский      | Волжское СП Некоузского МР                |                                                                                 |
| 30  | Волжский            | Рыбинский       | Волжское СП Ростовского МР                |                                                                                 |
| 31  | Воскресенский       | Любимский       | Воскресенское СП Любимского МР            |                                                                                 |
| 32  | Вощажниковский      | Борисоглебский  | Вощажниковское СП Борисоглебского МР      |                                                                                 |
| 33  | Вощиковский         | Пошехонский     | Кременевское СП Пошехонского МР           |                                                                                 |
| 34  | Высоковский         | Большесельский  | Большесельское СП Большесельского МР      |                                                                                 |
| 35  | Высоковский         | Борисоглебский  | Высоковское СП Борисоглебского МР         |                                                                                 |
| 36  | Высоковский         | Некрасовский    | СП Бурмакино Некрасовского МР             |                                                                                 |
| 37  | Вятский             | Некрасовский    | СП Красный Профинтерн Некрасовского МР    |                                                                                 |
| 38  | Гавриловский        | Ярославский     | Заволжское СП Ярославского МР             |                                                                                 |
| 39  | Гаютинский          | Пошехонский     | Ермаковское СП Пошехонского МР            |                                                                                 |
| 40  | Глебовский          | Переславский    | ГО Переславль-Залесский                   |                                                                                 |
| 41  | Глебовский          | Рыбинский       | Глебовское СП Ростовского МР              |                                                                                 |
| 42  | Глебовский          | Ярославский     | Кузнечихинское СП Ярославского МР         |                                                                                 |
| 43  | Головинский         | Угличский       | Головинское СП Угличского МР              |                                                                                 |
| 44  | Гореловский         | Брейтовский     | Гореловское СП Брейтовского МР            |                                                                                 |
| 45  | Горинский           | Даниловский     | Даниловское СП Даниловского МР            |                                                                                 |
| 46  | Гребовский          | Некрасовский    | СП Красный Профинтерн Некрасовского МР    |                                                                                 |
| 47  | Давыдовский         | Борисоглебский  | Высоковское СП Борисоглебского МР         |                                                                                 |
| 48  | Даниловский         | Даниловский     | Даниловское СП Даниловского МР            |                                                                                 |
| 49  | Демьяновский        | Борисоглебский  | Андреевское СП Борисоглебского МР         |                                                                                 |
| 50  | Диево-Городищенский | Некрасовский    | СП Красный Профинтерн Некрасовского МР    |                                                                                 |
| 51  | Дмитриановский      | Ростовский      | Петровское СП Ростовского МР              |                                                                                 |
| 52  | Дмитриевский        | Даниловский     | Дмитриевское СП Даниловского МР           |                                                                                 |
| 53  | Дмитриевский        | Переславский    | ГО Переславль-Залесский                   |                                                                                 |
| 54  | Добриловский        | Переславский    | ГО Переславль-Залесский                   |                                                                                 |
| 55  | Дубровицкий         | Переславский    | ГО Переславль-Залесский                   |                                                                                 |
| 56  | Ермаковский         | Даниловский     | Даниловское СП Даниловского МР            |                                                                                 |
| 57  | Ермаковский         | Любимский       | Ермаковское СП Любимского МР              |                                                                                 |
| 58  | Ермаковский         | Пошехонский     | Ермаковское СП Пошехонского МР            |                                                                                 |
| 59  | Загорьевский        | Переславский    | ГО Переславль-Залесский                   |                                                                                 |
| 60  | Заозерский          | Угличский       | Ильинское СП Угличского МР                |                                                                                 |
| 61  | Зарубинский         | Мышкинский      | Приволжское СП Мышкинского МР             |                                                                                 |
| 62  | Заячье-Холмский     | Гаврилов-Ямский | Заячье-Холмское СП Гаврилов-Ямского МР    |                                                                                 |
| 63  | Зименковский        | Даниловский     | Середское СП Даниловского МР              |                                                                                 |
| 64  | Ивняковский         | Ярославский     | Ивняковское СП Ярославского МР            |                                                                                 |
| 65  | Игнатцевский        | Первомайский    | Пречистенское СП Первомайского МР         |                                                                                 |
| 66  | Ильинский           | Гаврилов-Ямский | Шопшинское СП Гаврилов-Ямского МР         |                                                                                 |
| 67  | Ильинский           | Угличский       | Ильинское СП Угличского МР                |                                                                                 |
| 68  | Итларский           | Ростовский      | Петровское СП Ростовского МР              |                                                                                 |
| 69  | Каменниковский      | Рыбинский       | Каменниковское СП Ростовского МР          |                                                                                 |
| 70  | Карабихский         | Ярославский     | Карабихское СП Ярославского МР            | 2019: в состав сельского округа включён посёлок Красные Ткачи, ранее рп         |
| 71  | Карашский           | Ростовский      | Петровское СП Ростовского МР              |                                                                                 |
| 72  | Кирилловский        | Любимский       | Ермаковское СП Любимского МР              |                                                                                 |
| 73  | Кладовский          | Пошехонский     | Пригородное СП Пошехонского МР            |                                                                                 |
| 74  | Клементьевский      | Угличский       | Слободское СП Угличского МР               |                                                                                 |
| 75  | Климатинский        | Угличский       | Головинское СП Угличского МР              |                                                                                 |
| 76  | Климовский          | Некрасовский    | Некрасовское СП Некрасовского МР          |                                                                                 |
| 77  | Князевский          | Пошехонский     | Пригородное СП Пошехонского МР            |                                                                                 |
| 78  | Козский             | Первомайский    | Пречистенское СП Первомайского МР         |                                                                                 |
| 79  | Колкинский          | Первомайский    | Пречистенское СП Первомайского МР         |                                                                                 |
| 80  | Колодинский         | Пошехонский     | Пригородное СП Пошехонского МР            |                                                                                 |
| 81  | Копнинский          | Переславский    | ГО Переславль-Залесский                   |                                                                                 |
| 82  | Красновский         | Пошехонский     | Пригородное СП Пошехонского МР            |                                                                                 |
| 83  | Краснооктябрьский   | Борисоглебский  | Борисоглебское СП Борисоглебского МР      |                                                                                 |
| 84  | Крутовский          | Первомайский    | Кукобойское СП Первомайского МР           |                                                                                 |
| 85  | Крюковский          | Мышкинский      | Приволжское СП Мышкинского МР             |                                                                                 |
| 86  | Кубринский          | Переславский    | ГО Переславль-Залесский                   |                                                                                 |
| 87  | Кузнечихинский      | Ярославский     | Кузнечихинское СП Ярославского МР         |                                                                                 |
| 88  | Кузовковский        | Гаврилов-Ямский | Великосельское СП Гаврилов-Ямского МР     |                                                                                 |
| 89  | Кукобойский         | Первомайский    | Кукобойское СП Первомайского МР           |                                                                                 |
| 90  | Купанский           | Переславский    | ГО Переславль-Залесский                   |                                                                                 |
| 91  | Курбский            | Ярославский     | Курбское СП Ярославского МР               |                                                                                 |
| 92  | Лапинский           | Некрасовский    | Некрасовское СП Некрасовского МР          |                                                                                 |
| 93  | Лацковский          | Некоузский      | Веретейское СП Некоузского МР             |                                                                                 |
| 94  | Левашовский         | Некрасовский    | Некрасовское СП Некрасовского МР          |                                                                                 |
| 95  | Левцовский          | Ярославский     | Заволжское СП Ярославского МР             |                                                                                 |
| 96  | Ленинский           | Пошехонский     | Пригородное СП Пошехонского МР            |                                                                                 |
| 97  | Ломовский           | Рыбинский       | Октябрьское СП Ростовского МР             |                                                                                 |
| 98  | Лыченский           | Переславский    | ГО Переславль-Залесский                   |                                                                                 |
| 99  | Любилковский        | Ростовский      | Петровское СП Ростовского МР              |                                                                                 |
| 100 | Любимский           | Любимский       | ГП Любим Любимского МР                    |                                                                                 |
| 101 | Любимцевский        | Переславский    | ГО Переславль-Залесский                   |                                                                                 |
| 102 | Лютовский           | Ярославский     | Туношенское СП Ярославского МР            |                                                                                 |
| 103 | Маймерский          | Угличский       | Улейминское СП Угличского МР              |                                                                                 |
| 104 | Макаровский         | Рыбинский       | Судоверфское СП Ростовского МР            |                                                                                 |
| 105 | Марковский          | Большесельский  | Большесельское СП Большесельского МР      |                                                                                 |
| 106 | Мартыновский        | Мышкинский      | Приволжское СП Мышкинского МР             |                                                                                 |
| 107 | Марьинский          | Даниловский     | Даниловское СП Даниловского МР            |                                                                                 |
| 108 | Меленковский        | Ярославский     | Курбское СП Ярославского МР               |                                                                                 |
| 109 | Метенининский       | Тутаевский      | Левобережное СП Тутаевского МР            |                                                                                 |
| 110 | Митинский           | Гаврилов-Ямский | Митинское СП Гаврилов-Ямского МР          |                                                                                 |
| 111 | Михайловский        | Рыбинский       | Волжское СП Ростовского МР                |                                                                                 |
| 112 | Мордвиновский       | Ярославский     | Курбское СП Ярославского МР               |                                                                                 |
| 113 | Мосейцевский        | Ростовский      | СП Семибратово Ростовского МР             |                                                                                 |
| 114 | Нагорьевский        | Переславский    | ГО Переславль-Залесский                   |                                                                                 |
| 115 | Назаровский         | Рыбинский       | Назаровское СП Ростовского МР             |                                                                                 |
| 116 | Неверковский        | Борисоглебский  | Вощажниковское СП Борисоглебского МР      |                                                                                 |
| 117 | Некоузский          | Некоузский      | Некоузское СП Некоузского МР              |                                                                                 |
| 118 | Некрасовский        | Ярославский     | Некрасовское СП Ярославского МР           |                                                                                 |
| 119 | Николо-Кормский     | Рыбинский       | Покровское СП Ростовского МР              |                                                                                 |
| 120 | Николо-Эдомский     | Тутаевский      | Артемьевское СП Тутаевского МР            |                                                                                 |
| 121 | Никологорский       | Первомайский    | Пречистенское СП Первомайского МР         |                                                                                 |
| 122 | Никольский          | Даниловский     | Середское СП Даниловского МР              |                                                                                 |
| 123 | Никольский          | Некрасовский    | СП Бурмакино Некрасовского МР             |                                                                                 |
| 124 | Никольский          | Ростовский      | Петровское СП Ростовского МР              |                                                                                 |
| 125 | Никольский          | Тутаевский      | Левобережное СП Тутаевского МР            |                                                                                 |
| 126 | Никольский          | Угличский       | Слободское СП Угличского МР               |                                                                                 |
| 127 | Ниноровский         | Угличский       | Отрадновское СП Угличского МР             |                                                                                 |
| 128 | Новинковский        | Первомайский    | Кукобойское СП Первомайского МР           |                                                                                 |
| 129 | Новинский           | Некоузский      | Некоузское СП Некоузского МР              |                                                                                 |
| 130 | Ново-Никольский     | Ростовский      | СП Семибратово Ростовского МР             |                                                                                 |
| 131 | Новосельский        | Большесельский  | Большесельское СП Большесельского МР      |                                                                                 |
| 132 | Огарковский         | Рыбинский       | Огарковское СП Ростовского МР             |                                                                                 |
| 133 | Октябрьский         | Некоузский      | Октябрьское СП Некоузского МР             |                                                                                 |
| 134 | Октябрьский         | Пошехонский     | Пригородное СП Пошехонского МР            |                                                                                 |
| 135 | Октябрьский         | Рыбинский       | Октябрьское СП Ростовского МР             |                                                                                 |
| 136 | Ординский           | Угличский       | Отрадновское СП Угличского МР             |                                                                                 |
| 137 | Осецкий             | Любимский       | Осецкое СП Любимского МР                  |                                                                                 |
| 138 | Отрадновский        | Угличский       | Отрадновское СП Угличского МР             |                                                                                 |
| 139 | Охотинский          | Мышкинский      | Охотинское СП Мышкинского МР              |                                                                                 |
| 140 | Перелесский         | Переславский    | ГО Переславль-Залесский                   |                                                                                 |
| 141 | Перовский           | Ростовский      | Петровское СП Ростовского МР              |                                                                                 |
| 142 | Песоченский         | Рыбинский       | СП Песочное Ростовского МР                | 2012: образован в результате преобразования рп Песочное Ростовского МР в с.н.п. |
| 143 | Пестрецовский       | Ярославский     | Заволжское СП Ярославского МР             |                                                                                 |
| 144 | Пигалевский         | Любимский       | Ермаковское СП Любимского МР              |                                                                                 |
| 145 | Плоскинский         | Угличский       | Головинское СП Угличского МР              |                                                                                 |
| 146 | Плотинский          | Гаврилов-Ямский | Великосельское СП Гаврилов-Ямского МР     |                                                                                 |
| 147 | Поводневский        | Мышкинский      | Приволжское СП Мышкинского МР             |                                                                                 |
| 148 | Погорельский        | Пошехонский     | Кременевское СП Пошехонского МР           |                                                                                 |
| 149 | Погорельский        | Рыбинский       | Глебовское СП Ростовского МР              |                                                                                 |
| 150 | Покрово-Ситский     | Брейтовский     | Брейтовское СП Брейтовского МР            |                                                                                 |
| 151 | Покровский          | Борисоглебский  | Инальцинское СП Борисоглебского МР        |                                                                                 |
| 152 | Покровский          | Даниловский     | Даниловское СП Даниловского МР            |                                                                                 |
| 153 | Покровский          | Любимский       | Ермаковское СП Любимского МР              |                                                                                 |
| 154 | Покровский          | Рыбинский       | Покровское СП Ростовского МР              |                                                                                 |
| 155 | Покровский          | Угличский       | Слободское СП Угличского МР               |                                                                                 |
| 156 | Помогаловский       | Тутаевский      | Левобережное СП Тутаевского МР            |                                                                                 |
| 157 | Пономарёвский       | Переславский    | ГО Переславль-Залесский                   |                                                                                 |
| 158 | Поречский           | Ростовский      | СП Поречье-Рыбное Ростовского МР          |                                                                                 |
| 159 | Пречистенский       | Первомайский    | Пречистенское СП Первомайского МР         |                                                                                 |
| 160 | Приухринский        | Пошехонский     | Белосельское СП Пошехонского МР           |                                                                                 |
| 161 | Прозоровский        | Брейтовский     | Прозоровское СП Брейтовского МР           |                                                                                 |
| 162 | Путчинский          | Угличский       | Ильинское СП Угличского МР                |                                                                                 |
| 163 | Раменский           | Борисоглебский  | Вощажниковское СП Борисоглебского МР      |                                                                                 |
| 164 | Родионовский        | Некоузский      | Октябрьское СП Некоузского МР             |                                                                                 |
| 165 | Родионовский        | Тутаевский      | Левобережное СП Тутаевского МР            |                                                                                 |
| 166 | Родюкинский         | Некрасовский    | СП Бурмакино Некрасовского МР             |                                                                                 |
| 167 | Рожаловский         | Некоузский      | Некоузское СП Некоузского МР              |                                                                                 |
| 168 | Рождественский      | Мышкинский      | Приволжское СП Мышкинского МР             |                                                                                 |
| 169 | Рыжиковский         | Даниловский     | Дмитриевское СП Даниловского МР           |                                                                                 |
| 170 | Рютневский          | Ярославский     | Кузнечихинское СП Ярославского МР         |                                                                                 |
| 171 | Рязанцевский        | Переславский    | ГО Переславль-Залесский                   |                                                                                 |
| 172 | Савинский           | Ростовский      | СП Ишня Ростовского МР                    |                                                                                 |
| 173 | Свердловский        | Пошехонский     | Белосельское СП Пошехонского МР           |                                                                                 |
| 174 | Севастьянцевский    | Брейтовский     | Гореловское СП Брейтовского МР            |                                                                                 |
| 175 | Селищенский         | Борисоглебский  | Борисоглебское СП Борисоглебского МР      |                                                                                 |
| 176 | Семёновский         | Первомайский    | Кукобойское СП Первомайского МР           |                                                                                 |
| 177 | Семибратовский      | Ростовский      | СП Семибратово Ростовского МР             |                                                                                 |
| 178 | Семивраговский      | Даниловский     | Дмитриевское СП Даниловского МР           |                                                                                 |
| 179 | Семловский          | Даниловский     | Середское СП Даниловского МР              |                                                                                 |
| 180 | Середской           | Даниловский     | Середское СП Даниловского МР              |                                                                                 |
| 181 | Скоблевский         | Переславский    | ГО Переславль-Залесский                   |                                                                                 |
| 182 | Слободской          | Даниловский     | Даниловское СП Даниловского МР            |                                                                                 |
| 183 | Слободской          | Угличский       | Слободское СП Угличского МР               |                                                                                 |
| 184 | Смоленский          | Переславский    | ГО Переславль-Залесский                   |                                                                                 |
| 185 | Спасский            | Некоузский      | Некоузское СП Некоузского МР              |                                                                                 |
| 186 | Ставотинский        | Гаврилов-Ямский | Заячье-Холмское СП Гаврилов-Ямского МР    |                                                                                 |
| 187 | Станиловский        | Некоузский      | Некоузское СП Некоузского МР              |                                                                                 |
| 188 | Стогинский          | Гаврилов-Ямский | Митинское СП Гаврилов-Ямского МР          |                                                                                 |
| 189 | Судоверфский        | Рыбинский       | Судоверфское СП Ростовского МР            |                                                                                 |
| 190 | Сулостский          | Ростовский      | СП Семибратово Ростовского МР             |                                                                                 |
| 191 | Сутковский          | Брейтовский     | Прозоровское СП Брейтовского МР           |                                                                                 |
| 192 | Татищевский         | Ростовский      | СП Семибратово Ростовского МР             |                                                                                 |
| 193 | Телегинский         | Ярославский     | Карабихское СП Ярославского МР            |                                                                                 |
| 194 | Тихменевский        | Рыбинский       | Тихменеское СП Ростовского МР             |                                                                                 |
| 195 | Толбухинский        | Ярославский     | Кузнечихинское СП Ярославского МР         |                                                                                 |
| 196 | Тороповский         | Даниловский     | Даниловское СП Даниловского МР            |                                                                                 |
| 197 | Точищенский         | Ярославский     | Заволжское СП Ярославского МР             |                                                                                 |
| 198 | Троицкий            | Любимский       | Воскресенское СП Любимского МР            |                                                                                 |
| 199 | Троицкий            | Переславский    | ГО Переславль-Залесский                   |                                                                                 |
| 200 | Трофимовский        | Даниловский     | Середское СП Даниловского МР              |                                                                                 |
| 201 | Туношенский         | Ярославский     | Туношенское СП Ярославского МР            |                                                                                 |
| 202 | Угодичский          | Ростовский      | СП Семибратово Ростовского МР             |                                                                                 |
| 203 | Улейминский         | Угличский       | Улейминское СП Угличского МР              |                                                                                 |
| 204 | Ульяновский         | Брейтовский     | Брейтовское СП Брейтовского МР            |                                                                                 |
| 205 | Урицкий             | Первомайский    | Кукобойское СП Первомайского МР           |                                                                                 |
| 206 | Фатьяновский        | Ростовский      | Петровское СП Ростовского МР              |                                                                                 |
| 207 | Федорковский        | Пошехонский     | Ермаковское СП Пошехонского МР            |                                                                                 |
| 208 | Федуринский         | Даниловский     | Середское СП Даниловского МР              |                                                                                 |
| 209 | Филимонковский      | Брейтовский     | Прозоровское СП Брейтовского МР           |                                                                                 |
| 210 | Флоровский          | Мышкинский      | Приволжское СП Мышкинского МР             |                                                                                 |
| 211 | Фоминский           | Тутаевский      | Константиновское СП Тутаевского МР        |                                                                                 |
| 212 | Холмовский          | Пошехонский     | Белосельское СП Пошехонского МР           |                                                                                 |
| 213 | Чёбаковский         | Тутаевский      | Чёбаковское СП Тутаевского МР             |                                                                                 |
| 214 | Чернозаводский      | Некрасовский    | Некрасовское СП Некрасовского МР          |                                                                                 |
| 215 | Чудиновский         | Большесельский  | Благовещенское СП Большесельского МР      |                                                                                 |
| 216 | Шаготский           | Даниловский     | Даниловское СП Даниловского МР            |                                                                                 |
| 217 | Шашковский          | Рыбинский       | Назаровское СП Ростовского МР             |                                                                                 |
| 218 | Шестихинский        | Некоузский      | Волжское СП Некоузского МР                |                                                                                 |
| 219 | Шипиловский         | Мышкинский      | Приволжское СП Мышкинского МР             |                                                                                 |
| 220 | Ширинский           | Ярославский     | Курбское СП Ярославского МР               |                                                                                 |
| 221 | Шопшинский          | Гаврилов-Ямский | Шопшинское СП Гаврилов-Ямского МР         |                                                                                 |
| 222 | Шугорский           | Ростовский      | СП Ишня Ростовского МР                    |                                                                                 |
| 223 | Шурскольский        | Ростовский      | СП Ишня Ростовского МР                    |                                                                                 |
| 224 | Щуровский           | Борисоглебский  | Инальцинское СП Борисоглебского МР        |                                                                                 |
| 225 | Юдинский            | Пошехонский     | Пригородное СП Пошехонского МР            |                                                                                 |
| 226 | Яковцевский         | Борисоглебский  | Андреевское СП Борисоглебского МР         |                                                                                 |
| 227 | Якушевский          | Некрасовский    | СП Бурмакино Некрасовского МР             |                                                                                 |